# Serocourt
Serocourt é uma comuna francesa na região administrativa de Grande Leste, no departamento de Vosges. Estende-se por uma área de 11,05 km². Em 2010 a comuna tinha 90 habitantes (densidade: 8,1 hab./km²).